# Rustam Yambulatov
Rustam Yambulatov (* 10. November 1950 in Taschkent, Usbekische SSR) ist ein ehemaliger usbekischer Sportschütze, der für die Sowjetunion aktiv war.

## Erfolge
Rustam Yambulatov, der für Mehnat Taschkent startete, nahm im Trap an den Olympischen Spielen 1980 in Moskau teil. Er erzielte wie Jörg Damme und Josef Hojný 196 Treffer, sodass es zum Stechen um die Silbermedaille hinter Olympiasieger Luciano Giovannetti kam. Yambulatov und Damme trafen jeweils 24 der 25 Ziele, während Hojný nur auf 23 Treffer kam und damit den vierten Platz belegte. In einer weiteren Runde blieb Yambulatov ohne Fehlschuss, Damme verfehlte ein Ziel. Damit erhielt Yambulatov die Silbermedaille vor Damme. Im Jahr zuvor hatte er bereits mit der Trap-Mannschaft in Montecatini Terme die Silbermedaille bei den Weltmeisterschaften gewonnen. 1981 wurde er mit der Mannschaft in San Miguel de Tucumán dann Weltmeister. Vier Jahre später sicherte er sich, abermals in Montecatini Terme, mit der Mannschaft eine weitere Silbermedaille.